# Piotr Golus
Piotr Golus (ur. 1 sierpnia 1980) – polski judoka.
Były zawodnik GKS Czarni Bytom (1994-2010). Wicemistrz Europy juniorów 1998 w kategorii do 90 kg. Dziewięciokrotny medalista mistrzostw Polski seniorów: pięciokrotny srebrny (2003 w kat. open i w kat do 90 kg, 2007 w kat. open, 2008 w kat. do 100 kg i 2009 w kat. do 90 kg) oraz czterokrotny brązowy (1999 i 2005 w kat. do 90 kg, 2000 w kat. powyżej 75 kg, 2007 w kat. do 100 kg). Ponadto m.in. młodzieżowy mistrz Polski 2001 i trzykrotny mistrz Polski juniorów (1998, 1999, 2001). 